# Model ARCH
Model ARCH (ang. Auto-Regressive Conditional Heteroskedasticity model, model autoregresji z heteroskedastycznością warunkową) – model ekonometryczny służący do analizy szeregów czasowych. Stosuje się go głównie w analizie finansowej zmienności cen instrumentów finansowych.
W modelu ARCH zakłada się, że wariancja błędu losowego w danym okresie jest funkcją wartości błędów losowych w okresach poprzednich.
Model ARCH został po raz pierwszy zaproponowany w 1982 roku przez amerykańskiego ekonomistę, Roberta Engle, za co został on uhonorowany w 2003 roku Nagrodą Nobla w dziedzinie ekonomii.

## Definicja
Model ARCH rzędu p, co zapisuje się zazwyczaj jako ARCH(p), zdefiniowany został przez Engle’a przy pomocy następujących dwóch zależności:
1. {\displaystyle y_{t}|\psi _{t-1}\sim ~N(0,h_{t}),}
2. {\displaystyle h_{t}=h(y_{t-1},y_{t-2},...,y_{t-p},\alpha ).}

Z równań tych wynika, że zmienna losowa {\displaystyle y_{t}} ma wartość oczekiwaną równą zero, oraz wariancję, która zależy od realizacji zmiennych losowych y w p poprzednich okresach. We współczesnych zastosowaniach najczęściej zakłada się, że funkcja {\displaystyle h_{t}=h(y_{t-1},y_{t-2},...,y_{t-p},\alpha )} ma postać:
{\displaystyle h_{t}=\alpha _{0}+\alpha _{1}y_{t-1}^{2}+\ldots +\alpha _{p}y_{t-p}^{2}=\alpha _{0}+\sum _{i=1}^{p}\alpha _{i}y_{t-i}^{2}} gdzie {\displaystyle \alpha _{0}>0} oraz {\displaystyle \alpha _{i}\geqslant 0,~i>0.}
Przykładowo model ARCH(1) można zapisać jako:
1. {\displaystyle y_{t}=\epsilon _{t}h_{t}^{1/2},}
2. {\displaystyle h_{t}=\alpha _{0}+\alpha _{1}y_{t-1}^{2}} gdzie {\displaystyle \epsilon _{t}\sim N(0,1).}

## Model GARCH
Model ARCH można uogólnić na model GARCH (skrót od ang. Generalized Auto-Regressive Conditional Heteroskedasticity model, uogólniony ARCH), w którym dodatkowo wprowadza się bezpośrednią zależność od poprzednich wartości {\displaystyle h_{t}.} Model GARCH(p,q) opisuje się szeregiem
{\displaystyle h_{t}=\alpha _{0}+\sum _{i=1}^{q}\alpha _{i}y_{t-i}^{2}+\sum _{i=1}^{p}\beta _{i}h_{t-i}} gdzie {\displaystyle \alpha _{0}>0} i {\displaystyle \alpha _{i}\geqslant 0,~i>0,} oraz {\displaystyle \beta _{i}\geqslant 0}
(niektóre źródła definiują model i stosują konwencję ze zamienionych miejscami indeksami p i q).
Czasami znosi się ograniczenie na współczynniki {\displaystyle \beta _{i},} ale wprowadza to problem w postaci możliwych ujemnej wartości {\displaystyle h_{t},} co nie jest w pełni sensowne.
W 1986 roku Bollerslev opublikował artykuł, w którym wprowadził uogólniony model ARCH (generalized ARCH, GARCH), wzorując się na relacji między modelami AR i ARMA. Okazało się, że model ten stał się bardziej przydatny w praktyce niż wcześniejszy ARCH na skutek tego, iż: procesy finansowe wymagają dużych rzędów opóźnień dla prawidłowego modelowania; estymacja parametrów modelu ARCH prowadziła do załamania założeń o nieujemności wariancji warunkowej; model GARCH lepiej niż ARCH dostosowuje się do opisu rozkładów o grubych ogonach.
Najczęściej, model GARCH stosuje się wtedy, gdy liczba opóźnień w modelu ARCH jest zbyt duża, a także wówczas, gdy kryteria doboru modeli (np. Schwarza), wskazują na przewagę modelu GARCH nad ARCH.